# Margaret King Robinson
 (août 2024).
Margaret King Robinson, née le 23 février 1906 à Provo dans l'Utah et morte le 20 février 2006, est une océanographe américaine. Elle dirige l'unité Bathythermographe à la Scripps Institution of Oceanography en Californie et « une pionnière dans l'utilisation des ordinateurs pour analyser les données océanographiques mondiales ».

## Biographie

### Jeunesse et éducation
Margaret King naît le 23 février 1906 à Provo dans l'Utah. Elle grandit à Salt Lake City et est la fille de Samuel Andrew King et d'Anna Maynetta Bagley King,. Son père est avocat et son frère Karl Vernon King est juge. Son oncle est William H. King, un sénateur américain. Son cousin David S. King est un membre du Congrès de l'Utah .
Margaret King Robinson est diplômée de l'université de l'Utah en 1928, avec une spécialisation en français et en allemand. Elle poursuit ses études linguistiques en Europe,, et à l'université de Californie à Berkeley. Elle suit une formation de sténographe à Casper, dans le Wyoming. Elle obtient un master's degree en océanographie de l'université de Californie à Los Angeles en 1951.

### Carrière
Pendant la Seconde Guerre mondiale, Margaret King Robinson suit une formation de dessinatrice et travaille comme conceptrice d'outils dans une entreprise aéronautique de San Diego. Après la guerre, elle commence à travailler à la Scripps Institution of Oceanography en tant que sténographe ; en 1947, elle devient technicienne de laboratoire et, en 1949, aide-ingénieure (effectuant un travail similaire à celui des « ordinateurs humains »). Le directeur de Scripps , Harald Sverdrup, la dissuade de s'impliquer davantage dans les travaux scientifiques de l'institution, déclarant que « les femmes ne seront jamais acceptées comme océanographes ».
Margaret King Robinson est néanmoins promue océanographe adjointe en 1952 et devient océanographe spéciale associée en 1962. Elle dirige l'unité bathythermographe à partir de février 1957, analysant les changements de température de l'océan à différentes profondeurs, dans le temps et dans l'espace, en utilisant des ordinateurs pour gérer les vastes ensembles de données nécessaires,,. Ses travaux ont des applications dans le suivi des sous-marins, la migration des thons et les ouragans, entre autres domaines. Elle prend sa retraite de Scripps en 1973,.
Dans les années 1960, elle est consultante technique auprès de la Marine royale thaïlandaise avec le soutien de l'UNESCO. Elle est également vice-présidente de Compass Systems, Inc., de San Diego. Elle est membre de l'Association américaine pour l'avancement des sciences, de l'Union américaine de géophysique, de l'Institut arctique d'Amérique du Nord et de Phi Kappa Phi,. Plus tard dans sa vie, elle est active dans la politique locale. En 1976, elle est élue au comité central du parti démocrate pour le comté de San Diego ; elle occupe ce siège jusque dans les années 1980,. En 1983, l'association des anciens élèves de l'université de l'Utah lui décerne un prix d'honorifique.
Elle est « une pionnière dans l'utilisation des ordinateurs pour analyser les données océanographiques mondiales ».

### Vie personnelle
Margaret King est mariée à James P. McCeney de 1932 jusqu'à leur divorce en 1936. Elle épouse le journaliste Arthur Goodwin Robinson en 1937 ; il meurt en 1966. Elle a deux enfants, Renan et Creighton, tous deux nommés d'après ses frères et sœurs aînés.

### Mort
Elle meurt en 2006, à l'âge de 99 ans. Ses papiers sont conservés à l'Université de Californie à San Diego.

## Publications
- "The use of a common reference period for evaluating climatic coherence in temperature and salinity records from Alaska to California" (1960 report)
- (en) Margaret K. Robinson, « Statistical evidence indicating no long-term climatic change in the deep waters of the north and south Pacific oceans », Journal of Geophysical Research, vol. 65, no 7,‎ juillet 1960, p. 2097–2116 (DOI 10.1029/JZ065i007p02097, lire en ligne)
- (en) « Temperature Structure in the Transition Region of the North Pacific », dans Proceedings of the Symposium, U.S. Naval Oceanographic Office., 1965 (lire en ligne) (avec John Northrop)
- (en) Margaret K. Robinson et Roger A. Bauer, Atlas of Monthly Mean Sea Surface and Subsurface Temperature and Depth of the Top of the Thermocline: North Pacific Ocean, Fleet Numerical Weather Central, 1971 (lire en ligne)
- "Atlas of Monthly Mean Sea Surface and Subsurface Temperature and Depth of the Top of the Thermocline; Gulf of Mexico and Caribbean Sea" (1973 technical report)
- Robinson, M. K. (1974). "The physical oceanography of the Gulf of Thailand, Naga Expedition; Bathythermograph (BT) temperature observations in the Timor sea, Naga Expedition, Cruise S11". UC San Diego: Library – Scripps Digital Collection.